# MTV Movie Awards 2001
MTV Movie Awards 2001 — ежегодная церемония вручения кинонаград канала MTV, которая прошла 2 июня 2001 года в здании Shrine Auditorium в Лос-Анджелесе. Ведущими церемонии были Джимми Фэллон и Кирстен Данст.

## Исполнители
Церемония награждения прошла совместно с выступлением следующих музыкантов:
- Кристина Агилера, Lil’ Kim, Pink — «Lady Marmalade»
- Дэйв Мэтьюс — «The Space Between»
- Weezer — «Hash Pipe»

## Статистика
Фильмы, получившие наибольшее число номинаций.
| Фильм                                         | номинации |
| --------------------------------------------- | --------- |
| Гладиатор / Gladiator                         | 6         |
| Ангелы Чарли / Charlie’s Angels               | 6         |
| Почти знаменит / Almost Famous                | 5         |
| Изгой / Cast Away                             | 4         |
| За мной последний танец / Save the Last Dance | 4         |

## Победители и номинанты
Победители написаны первыми и выделены жирным шрифтом.

### Лучший фильм
Гладиатор (англ. Gladiator)
- Крадущийся тигр, затаившийся дракон  (англ. Crouching Tiger, Hidden Dragon)
- Эрин Брокович (англ. Erin Brockovich)
- Ганнибал (англ. Hannibal)
- Люди Икс (англ. X-Men)

### Лучшая мужская роль
Том Круз в Миссия невыполнима 2 (англ. Mission: Impossible II)
- Расселл Кроу в Гладиатор (англ. Gladiator)
- Омар Эппс в Любовь и баскетбол (англ. Love & Basketball)
- Мел Гибсон в Патриот (англ. The Patriot)
- Том Хэнкс в Изгой (англ. Cast Away)

### Лучшая женская роль
Джулия Робертс в Эрин Брокович (англ. Erin Brockovich)
- Алия в Ромео должен умереть (англ. Romeo Must Die)
- Кейт Хадсон в Почти знаменит (англ. Almost Famous)
- Дженнифер Лопес в Клетка (англ. The Cell)
- Джулия Стайлз в За мной последний танец (англ. Save the Last Dance)

### Прорыв года: актёр
Шон Патрик Томас в За мной последний танец (англ. Save the Last Dance)
- Джек Блэк в Фанатик (англ. High Fidelity)
- Патрик Фьюгит в Почти знаменит (англ. Almost Famous)
- Том Грин в Дорожное приключение (англ. Road Trip)
- Хью Джекман в Люди Икс (англ. X-Men)
- Эштон Кутчер в Где моя тачка, чувак? (англ. Dude, Where's My Car?)

### Прорыв года: актриса
Эрика Кристенсен в Траффик (англ. Traffic)
- Алия в Ромео должен умереть (англ. Romeo Must Die)
- Анна Фэрис в Очень страшное кино (англ. Scary Movie)
- Пайпер Перабо в Бар «Гадкий койот» (англ. Coyote Ugly)
- Чжан Цзыи в Крадущийся тигр, затаившийся дракон (англ. Crouching Tiger, Hidden Dragon)

### Лучший злодей
Джим Керри в Гринч — похититель Рождества (англ. Dr. Seuss' How the Grinch Stole Christmas)
- Кевин Бейкон в Невидимка (англ. Hollow Man)
- Винсент Д’Онофрио в Клетка (англ. The Cell)
- Энтони Хопкинс в Ганнибал (англ. Hannibal)
- Хоакин Феникс в Гладиатор (англ. Gladiator)

### Лучшая комедийная роль
Бен Стиллер в Знакомство с родителями (англ. Meet the Parents)
- Джим Керри в Я, снова я и Ирэн (англ. Me, Myself and Irene)
- Том Грин в Дорожное приключение (англ. Road Trip)
- Мартин Лоуренс в Дом большой мамочки (англ. Big Momma's House)
- Эдди Мёрфи в Чокнутый профессор 2: Семья Клампов  (англ. Nutty Professor II: The Klumps)

### Лучший поцелуй
Джулия Стайлз & Шон Патрик Томас в За мной последний танец (англ. Save the Last Dance)
- Джон Абрахамс & Анна Фэрис в Очень страшное кино (англ. Scary Movie)
- Бен Аффлек & Гвинет Пэлтроу в Чужой билет (англ. Bounce)
- Том Хэнкс & Хелен Хант в Изгой (англ. Cast Away)
- Энтони Хопкинс & Джулианна Мур в Ганнибал (англ. Hannibal)

### Лучший эпизод
Джеймс Ван Дер Бик в Очень страшное кино (англ. Scary Movie)
- Энди Дик в Дорожное приключение (англ. Road Trip)
- Том Грин в Ангелы Чарли (англ. Charlie's Angels)
- Оззи Осборн в Никки, дьявол-младший (англ. Little Nicky)
- Брюс Спрингстин в Фанатик (англ. High Fidelity)

### Лучший костюм
Дженнифер Лопес в Клетка (англ. The Cell)
- Кейт Хадсон в Почти знаменит (англ. Almost Famous)
- Элизабет Хёрли в Ослеплённый желаниями (англ. Bedazzled)
- Сэмюэл Лерой Джексон в Шафт (англ. Shaft)
- Люси Лью в Ангелы Чарли (англ. Charlie's Angels)

### Лучшая танцевальная сцена
Камерон Диас в Ангелы Чарли (англ. Charlie's Angels)
- Кирстен Данст, Линдсей Слоун, Клер Крамер, Николь Бильдербак, Цианина Джоелсон, Рини Белл, Бьянка Кайлич, Натан Уэст и Хантли Риттер в Добейся успеха (англ. Bring It On)
- Джейми Белл в Билли Эллиот (англ. Billy Elliot)
- Джулия Стайлз и Шон Патрик Томас в За мной последний танец (англ. Save the Last Dance)

### Лучшая музыкальная сцена
Пайпер Перабо — «One Way or Another» в Бар «Гадкий койот» (англ. Coyote Ugly)
- Джек Блэк — «Let’s Get It On» в Фанатик (англ. High Fidelity)
- Джордж Клуни, Тим Блейк Нельсон и Джон Туртурро — «Man of Constant Sorrow» в О, где же ты, брат? (англ. O Brother, Where Art Thou?)
- Брекин Мейер, Шон Уильям Скотт, Пауло Костанцо и Дональд Джозеф Куоллс — «I Wanna Rock» в Дорожное приключение (англ. Road Trip)
- Патрик Фьюгит, Кейт Хадсон, Джейсон Ли, Анна Пэкуин и Билли Крудап — «Tiny Dancer» в Почти знаменит (англ. Almost Famous)

### Лучшая драка
Чжан Цзыи vs. Entire Bar в Крадущийся тигр, затаившийся дракон (англ. Crouching Tiger, Hidden Dragon)
- Дрю Бэрримор vs. Нападающие в Ангелы Чарли (англ. Charlie's Angels)
- Расселл Кроу vs. Противник в маске и тигр в Гладиатор (англ. Gladiator)
- Джет Ли vs. Нападающие в Ромео должен умереть (англ. Romeo Must Die)

### Самый зрелищный эпизод
«Погоня на мотоцикле» в Миссия невыполнима 2 (англ. Mission: Impossible II)
- «Римская армия против Германская орда» в Гладиатор (англ. Gladiator)
- «Авиакатастрофа» в Изгой (англ. Cast Away)
- «Автомобильная погоня через строительную площадку» в Угнать за 60 секунд (англ. Gone in 60 Seconds)

### Лучшая фраза
Роберт Де Ниро — «Are You a Pothead, Focker?» в Знакомство с родителями (англ. Meet the Parents)
- Билли Крудап — «I Am a Golden God!» в Почти знаменит (англ. Almost Famous)
- Хоакин Феникс — «It Vexes Me, I Am Terribly Vexed!» в Гладиатор (англ. Gladiator)
- Камерон Диас — «Feel Free to Stick Things in My Slot!» в Ангелы Чарли (англ. Charlie's Angels)
- Джулия Робертс — «Bite My Ass, Krispy Kreme!» в Эрин Брокович (англ. Erin Brockovich)

### Лучшая экранная команда
Дрю Бэрримор, Камерон Диас и Люси Лью в Ангелы Чарли (англ. Charlie's Angels)
- Роберт Де Ниро и Бен Стиллер в Знакомство с родителями (англ. Meet the Parents)
- Тим Блейк Нельсон, Джордж Клуни и Джон Туртурро в О, где же ты, брат? (англ. O Brother, Where Art Thou?)
- Том Хэнкс и Уилсон в Изгой (англ. Cast Away)
- Хью Джекман, Джеймс Марсден, Анна Пэкуин и Хэлли Берри в Люди Икс (англ. X-Men)

### Лучший новый режиссёр
София Коппола в Девственницы-самоубийцы (англ. The Virgin Suicides)